# Geotrupes
Geotrupes (từ tiếng Hy Lạp; nghĩa 'đào đất') là một chi Geotrupidae. Có chí ít 30 loài Geotrupes đã được mô tả.

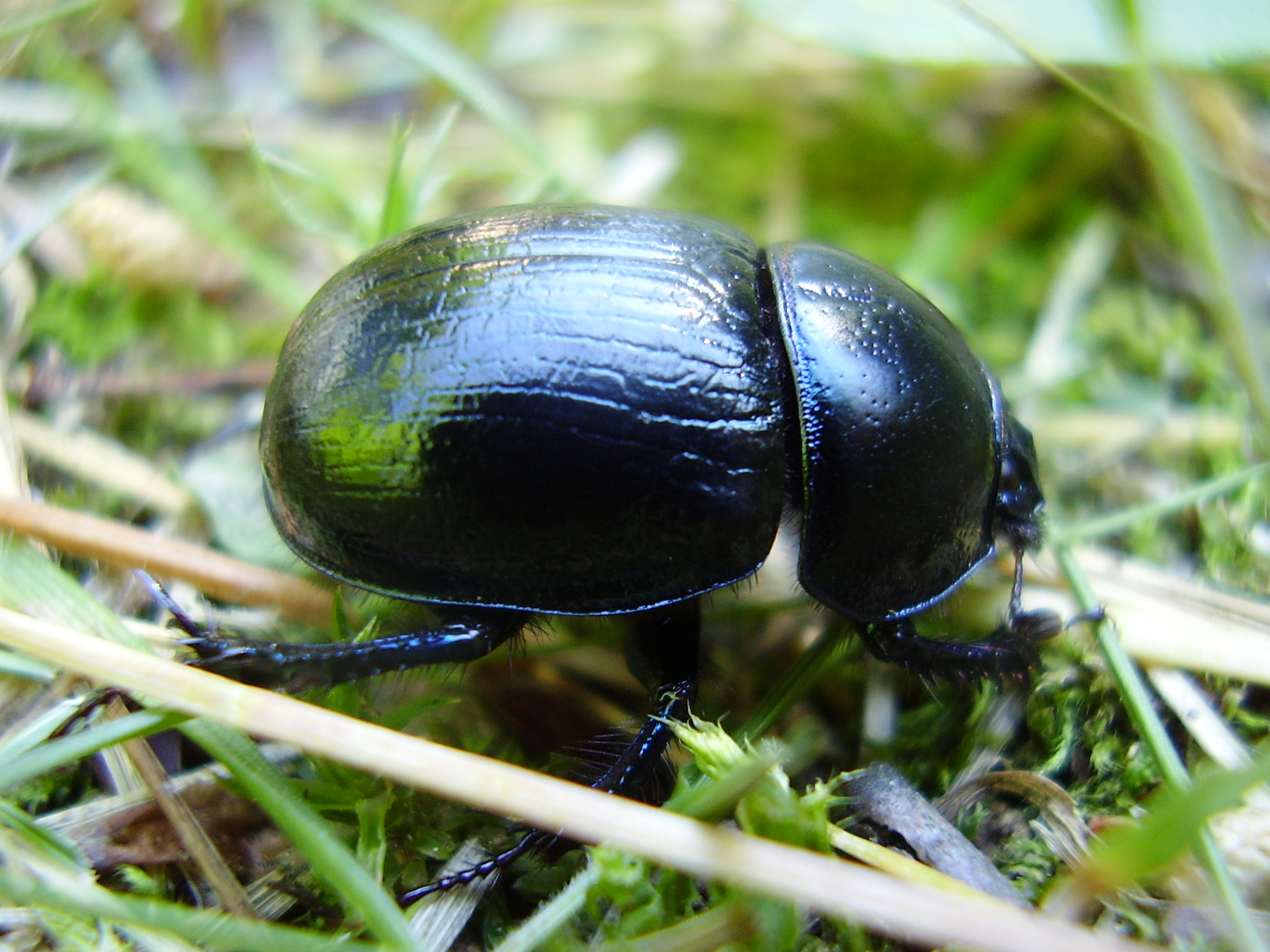
Geotrupes stercorarius

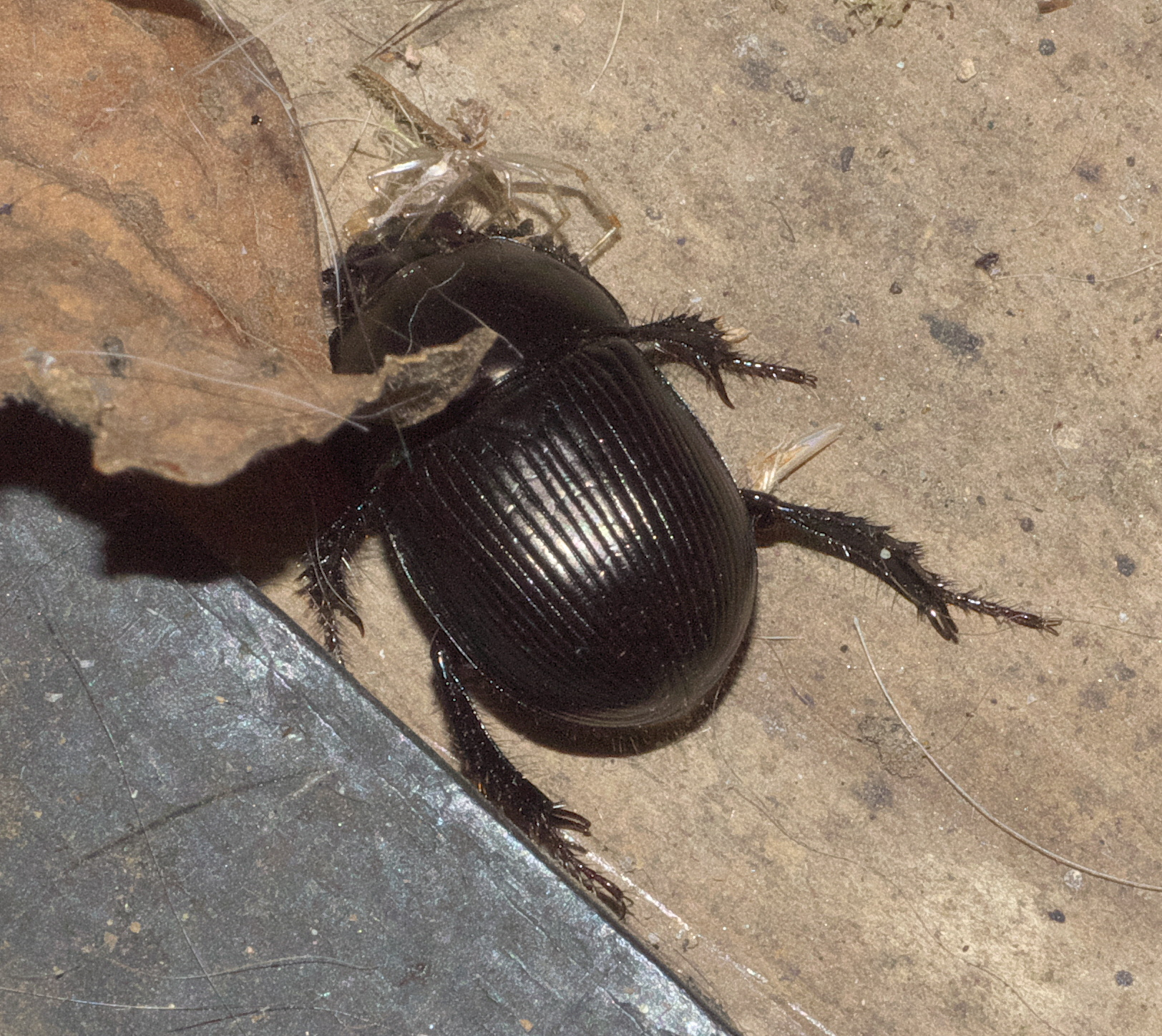

## Loài
- Geotrupes atavus Oustalet, 1874 c g
- Geotrupes baicalicus Reitter, 1892 c g
- Geotrupes balyi Jekel, 1865 i g b
- Geotrupes blackburnii (Fabricius, 1781) i b
- Geotrupes cavicollis Bates, 1887 i
- Geotrupes corinthius Fairmaire, 1886 c g
- Geotrupes douei Gory, 1841 c g
- Geotrupes egeriei Germar, 1824 i b
- Geotrupes folwarcznyi Cervenka, 2005 c g
- Geotrupes genestieri Boucomont, 1904 c g
- Geotrupes germari Heer, 1862 c g
- Geotrupes hornii Blanchard, 1888 i g b
- Geotrupes ibericus Baraud, 1958 c g
- Geotrupes jakowlewi (Semenov, 1891) c
- Geotrupes kashmirensis Sharp, 1878 c g
- Geotrupes koltzei Reitter, 1892 c g
- Geotrupes lenardoi Petrovitz, 1973 c g
- Geotrupes meridionalis (Palisot De Beauvois, 1805) c g
- Geotrupes messelensis Meunier, 1921 c g
- Geotrupes mutator (Marsham, 1802) c g
- Geotrupes olgae Olsoufieff, 1918 c g
- Geotrupes opacus Haldeman, 1853 i b
- Geotrupes rottensis Statz, 1952 c g
- Geotrupes semiopacus Jekel, 1865 i b
- Geotrupes spiniger (Marsham, 1802) c g
- Geotrupes splendidulus (Fabricius, 1775) i g
- Geotrupes splendidus g b
- Geotrupes stercorarius (Linnaeus, 1758) i c g b
- Geotrupes thoracinus (Palisot De Beauvois, 1805) c g
- Geotrupes ulkei Blanchard, 1888 i g b
- Geotrupes vetustus Germar, 1837 c g

Nguồn: i = ITIS, c = Catalogue of Life, g = GBIF, b = Bugguide.net